# Бельгийский пивной уикенд
Бельгийский пивной уикенд (Belgian Beer Weekend) — один из многочисленных фестивалей Бельгии, посвящённых пиву и пивоварению. Он проводится в столице в Брюсселе в начале сентября на главной площади города Гранд-Плас, начиная с 1998 года. 
 Организаторами данного праздника являются Администрация Брюсселя, рыцарский орден Mashstaff of the Knights, который объединяет почетных пивоваров Бельгии, и Конфедерация бельгийских пивоваров (Brewer’s association).

## Программа фестиваля
Продолжительность праздника 3 дня. Мероприятие начинается в пятницу в обед и сперва носит закрытый характер, так как это — день профессиональных пиводелов. Сначала вся делегация посещает торжественную мессу в кафедральном соборе Святых Михаила и Гудулы, поминая святого Арнольда, покровителя пивоваров. Арнольд в Средние века был священником и пекся о здоровье прихожан, внушал им, как вредна сырая вода и что пиво гораздо полезнее. После рыцари пивного ордена и их гости отправляются в Готический зал Брюссельской ратуши на торжественную церемонию. Затем празднество перемещается на центральную площадь, вход в которое только по приглашениям.
Фестиваль распахивает свои двери для всех желающих к полудню, когда на Гранд-Плас открывается палаточный лагерь пивоваров, прибывших со всех уголков страны. Мероприятие в пятницу продолжается до 22.00.

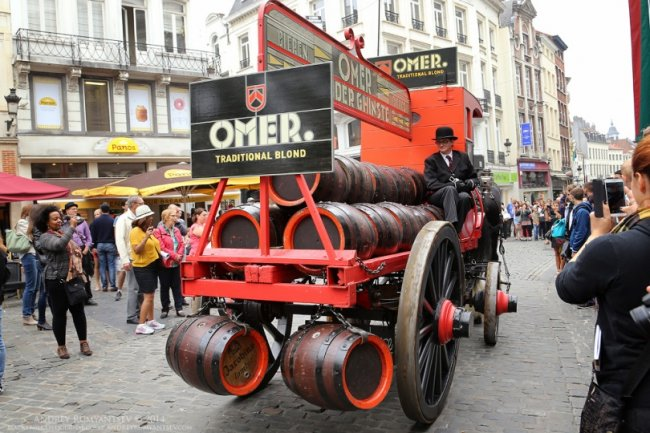
Парад пивоваров

Второй день праздника начинается парадом пивоваров. Он проходит на нарядных старинных тележках, повозках для пивных бочек и фирменных грузовичках. Всю эту процессию можно наблюдать с утра и до обеда. Подготовка и украшение транспорта пивоваров для шествия проходит на Рыбном рынке, расположенном на Дровяной набережной. Пивной палаточный лагерь в субботу функционирует с 10:00 до 21:00, а в воскресенье — с 9:00 до 20:00.
Пивной палаточный лагерь в субботу функционирует с 10:00 до 21:00, а в воскресенье — с 9:00 до 20:00.

## Пивной палаточный лагерь
Вход на это мероприятие бесплатный. По традиции гости расплачиваются непосредственно за пиво не деньгами, а пивными пробками. Приобрести их можно здесь же, стоимость одной составляет 1 евро.
Еще одной особенностью являются бокалы, в которых гостям преподносят пиво. Под каждую разновидность хмелесолодового напитка существует своя особенная тара. На фестивале можно увидеть высокие бокалы с устойчивым дном, пузатые на длинных тонких ножках, с узкой и широкой горловиной и даже такие, которые вообще не поставить на стол без специальной деревянной подставки. Вынести один из таких шедевров с территории фестиваля практически невозможно, так как на выходах проверяются все сумки посетителей. Зато можно взять с собой несколько бесплатных сувениров: подставки для стакана-кружки и прямоугольники с логотипами пивоварен.
Кроме того, дегустацию пива сопровождают выступления джазовых коллективов, духовых оркестров и развлечения для детей.

## Пиво фестиваля
На пивном уикенде можно попробовать множество бельгийских сортов пива такого, прежде всего речь идет о лагерах, таких, как Stella Artois, известного во всем мире. Лагерное пиво — результат низового брожения, то есть сбраживание происходит при температуре ниже 15 °C, причем в Бельгии обычно не используются для его приготовления дрожжи, а брожение осуществляется за счет микроорганизмов из самого сусла.
Еще один известный сорт ламбик — пиво, приготовленное по методу самопроизвольного брожения (то есть без дрожжей), продукт с кислым вкусом и главная гордость брюссельцев. Такое пиво получают только в долине реки Зенна, что западнее Брюсселя, — в воздухе там витают какие-то особенные бактерии, вызывающие брожение. Более сладкое пиво, относящееся к ламбикам, — Faro с добавлением жжёного сахара.
Любимые сорта бельгийцев светлые, часто с добавлением фруктов. Поэтому на фестивале можно попробовать вишневое пиво Kriek, малиновое Frambois, Blaugies со вкусом инжира, мятное Huyghe, миндальное Moortgat и другие.
Самое же уникальное предложение на пивном фестивале — это траппистское пиво. Варят его цистерцианцы в шести монастырских пивоварнях маленькими партиями, распространяют обычно за пожертвования, а за точностью старинной рецептуры и соблюдением технологий следят очень внимательно, поэтому и результат получается выдающийся. Траппистское пиво практически всегда оценивается в четыре крышки. Подешевле пиво аббатское (Abdijbier), но это уже заводской продукт по лицензии одного из монастырей, то есть нечто массовое.